# Pleurospermum astrantioideum
Pleurospermum astrantioideum är en flockblommig växtart som först beskrevs av H.Boissieu, och fick sitt nu gällande namn av Kun Tsun Fu och Y.C.Ho. Pleurospermum astrantioideum ingår i släktet piplokor, och familjen flockblommiga växter. Inga underarter finns listade i Catalogue of Life.